# Подкониці-Мейські
Подкониці-Мейські (пол. Podkonice Miejskie) — село в Польщі, у гміні Черневиці Томашовського повіту Лодзинського воєводства.
Населення — 102 особи (2011).
У 1975-1998 роках село належало до Пйотрковського воєводства.

## Демографія
Демографічна структура станом на 31 березня 2011 року:
|          | Загалом | Допрацездатний вік | Працездатний вік | Постпрацездатний вік |
| -------- | ------- | ------------------ | ---------------- | -------------------- |
| Чоловіки | 56      | 11                 | 36               | 9                    |
| Жінки    | 46      | 7                  | 30               | 9                    |
| Разом    | 102     | 18                 | 66               | 18                   |